# Dionysia mira
Dionysia mira är en viveväxtart som beskrevs av Per Wendelbo. Dionysia mira ingår i dionysosvivesläktet som ingår i familjen viveväxter. Inga underarter finns listade i Catalogue of Life.